# Особые территории государств — членов Европейского союза

Территория ЕС на карте мира:
Европейский союз
Внешние регионы
Неевропейские государства и территории
Особые случаи
Остальные особые территории

Особые территории Европейского союза — это 32 территории государств-членов ЕС, которые по историческим, географическим или политическим причинам пользуются особым статусом в Европейском союзе или за его пределами.
Особые территории делятся на три категории: 9 внешних регионов (англ. Outermost Regions, OMR), которые являются частью Европейского союза, хотя они получают выгоду от отступлений от некоторых законов ЕС из-за их географической удаленности от материковой Европы; 13 заморских стран и территорий (англ. Overseas Countries and Territories, OCT), которые не являются частью Европейского союза, хотя они сотрудничают с ЕС через Ассоциацию заморских стран и территорий (англ. Overseas Countries and Territories Association, OCTA); и 10 особых случаев, которые входят в состав Европейского союза (за исключением Фарерских островов), хотя законы ЕС содержат специальные положения.
Внешние регионы были признаны при подписании Маастрихтского договора в 1992 году и подтверждены Лиссабонским договором в 2007 году. В Договоре о функционировании Европейского союза говорится, что как первичное, так и вторичное законодательство Европейского союза автоматически применяется к внешним регионам с возможными отступлениями в связи с особенностями этих территорий. Заморские страны и территории признаются статьей 198 Договора о функционировании Европейского союза, которая позволяет им присоединиться к положениям ЕС о свободе передвижения работников и свободе создания, и приглашает их присоединиться к Ассоциации заморских стран и территорий (OCTA) в целях улучшения сотрудничества с Европейским союзом. Статус необитаемой территории Клиппертон остается неясным, поскольку он прямо не упоминается в основном законе ЕС и имеет статус sui generis на национальном уровне.
В совокупности особые территории охватывают население около 6,1 миллиона человек и земельную площадь около 2 733 792 км². Около 80 процентов этой территории приходится на Гренландию. Самый крупный регион по численности населения, Канарские острова, составляет более трети от общей численности населения особых территорий. Самым маленьким по площади является остров Саба в Карибском море (13 км²). Французские Южные и Антарктические территории — единственная особая территория без постоянного населения.

## Внешние регионы
Внешние регионы (OMR) — это территории, входящие в состав государства-члена Европейского союза, но расположенные на значительном расстоянии от материковой части Европы. Из-за этой ситуации они отступают от некоторых политик ЕС, несмотря на то, что они являются частью Европейского союза.
Согласно Договору о функционировании Европейского союза, как первичное, так и вторичное законодательство Европейского союза автоматически применяется к этим территориям с возможными отступлениями с учётом их «структурного социального и экономического положения (…), которое усугубляется их удаленностью, изолированностью, небольшими размерами, сложной топографией и климатом, экономической зависимостью от нескольких продуктов, постоянство и сочетание которых серьезно сдерживают их развитие». Все они являются частью таможенной зоны Европейского союза, однако некоторые из них находятся за пределами Шенгенской зоны и зоны налогообложения добавленной стоимости Европейского союза.
Семь внешних регионов были признаны при подписании Маастрихтского договора в 1992 году. Лиссабонский договор включил две дополнительные территории (Сен-Бартелеми и Сен-Мартен) в 2007 году. Сен-Бартелеми изменил свой статус с OMR на OCT с 1 января 2012 года. Майотта, которая была OCT, вступила в ЕС в качестве OMR с 1 января 2014 года.
9 внешних регионов Европейского союза:
| Флаг | Герб       | Название          | Местоположение          | Площадь                      | Числ.                               | Столица                                | Крупнейшее поселение | Официальный язык | Государство |
| ---- | ---------- | ----------------- | ----------------------- | ---------------------------- | ----------------------------------- | -------------------------------------- | -------------------- | ---------------- | ----------- |
|      |            | Азорские острова  | Северная Атлантика      | 2333 км2 (901 кв. миль)      | 245,746                             | Ангра-ду-Эроишму, Орта и Понта-Делгада | Понта-Делгада        | Португальский    | Португалия  |
|      |            | Мадейра           | Северная Атлантика      | 801 км2 (309 кв. миль)       | 289,000                             | Фуншал                                 | Фуншал               | Португальский    | Португалия  |
|      |            | Канарские острова | Северная Атлантика      | 7493 км2 (2893 кв. миль)     | 2,101,924                           | Санта-Крус-де-Тенерифе и Лас-Пальмас   | Лас-Пальмас          | Испанский        | Испания     |
|      |            | Гвиана            | Южная Америка           | 83 534 км2 (32 253 кв. миль) | 281,612                             | Кайенна                                | Кайенна              | Французский      | Франция     |
|      | Гваделупа  | Карибы            | 1628 км2 (629 кв. миль) | 402,119                      | Бас-Тер                             | Лез-Абим                               |                      | Французский      | Франция     |
|      | Мартиника  | Карибы            | 1128 км2 (436 кв. миль) | 385,551                      | Фор-де-Франс                        | Фор-де-Франс                           |                      | Французский      | Франция     |
|      | Сен-Мартен | Карибы            | 53 км2 (20 кв. миль)    | 36,286                       | Мариго                              | Мариго                                 |                      | Французский      | Франция     |
|      | Майотта    | Индийский океан   | 374 км2 (144 кв. миль)  | 256,518                      | Дзаудзи (де-юре), Мамуцу (де-факто) | Мамуцу                                 |                      | Французский      | Франция     |
|      | Реюньон    | Индийский океан   | 2511 км2 (970 кв. миль) | 865,826                      | Сен-Дени                            | Saint-Denis                            |                      | Французский      | Франция     |
|      |            | Итого             |                         | 99 855 км2 (38 554 кв. миль) | 4,864,582                           |                                        |                      |                  |             |

### Автономные регионы Португалии

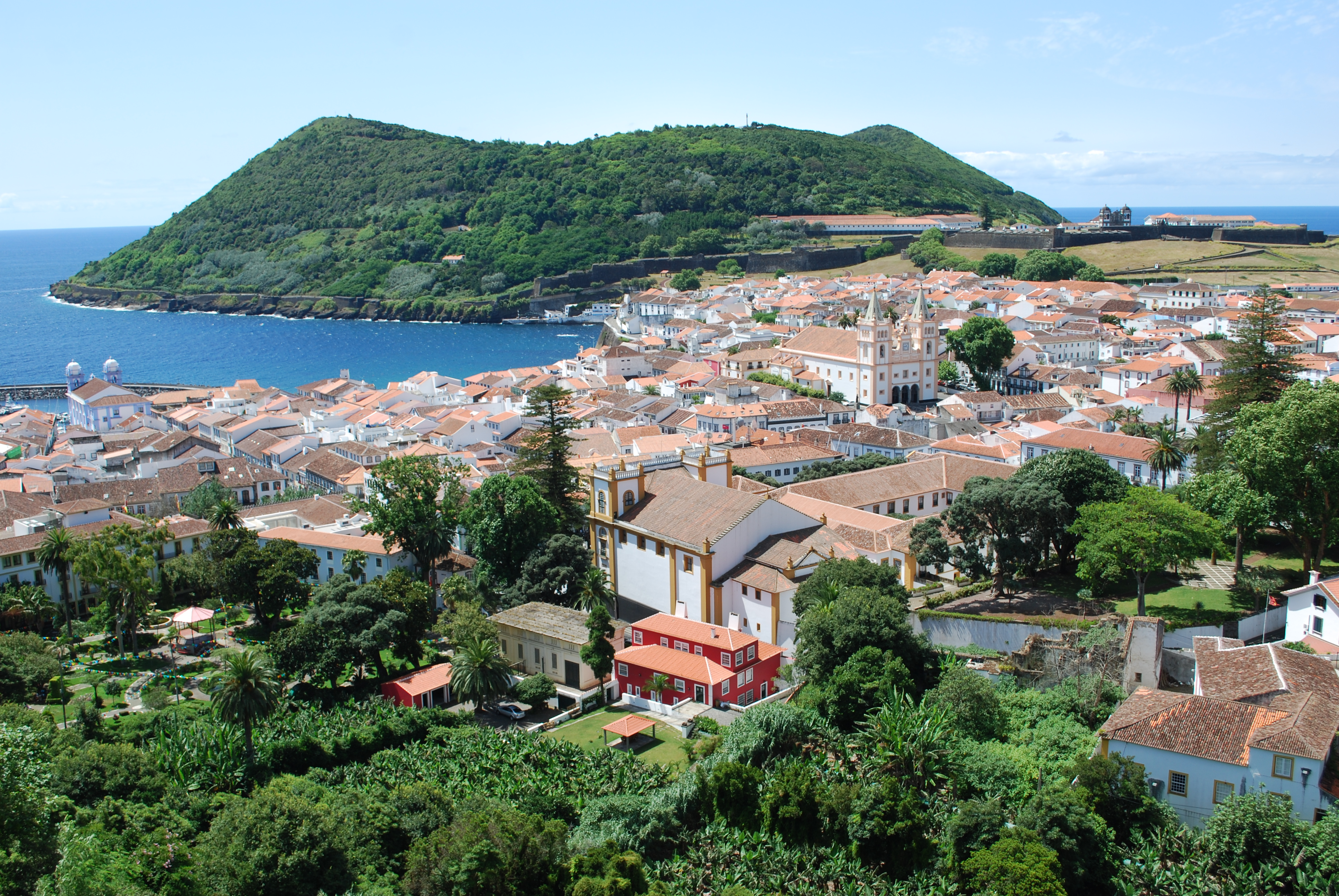
Ангра-ду-Эроишму, старейший постоянно заселенный город на Азорском архипелаге и объект Всемирного наследия ЮНЕСКО.

Азорские острова и Мадейра — две группы португальских островов в Атлантике. Азорские острова и Мадейра являются неотъемлемыми частями Португальской Республики, но оба имеют особый статус автономных регионов с определённой степенью самоуправления. Некоторые отступления от применения законодательства ЕС применяются в отношении налогообложения, рыболовства и транспорта. Их НДС ниже, чем в остальной Португалии, но они не находятся за пределами зоны действия НДС ЕС.

### Канарские острова
Канарские острова — это испанский архипелаг у африканского побережья, которые образуют одно из 17 автономных сообществ Испании — главное административное деление первого уровня страны. Они не входят в зону НДС ЕС. Канарские острова являются самой густонаселенной и экономически сильной территорией из всех внешних регионов Европейского союза. Офис по поддержке и информации во внешних регионах расположен на этих островах, в городе Лас-Пальмас на острове Гран-Канария.

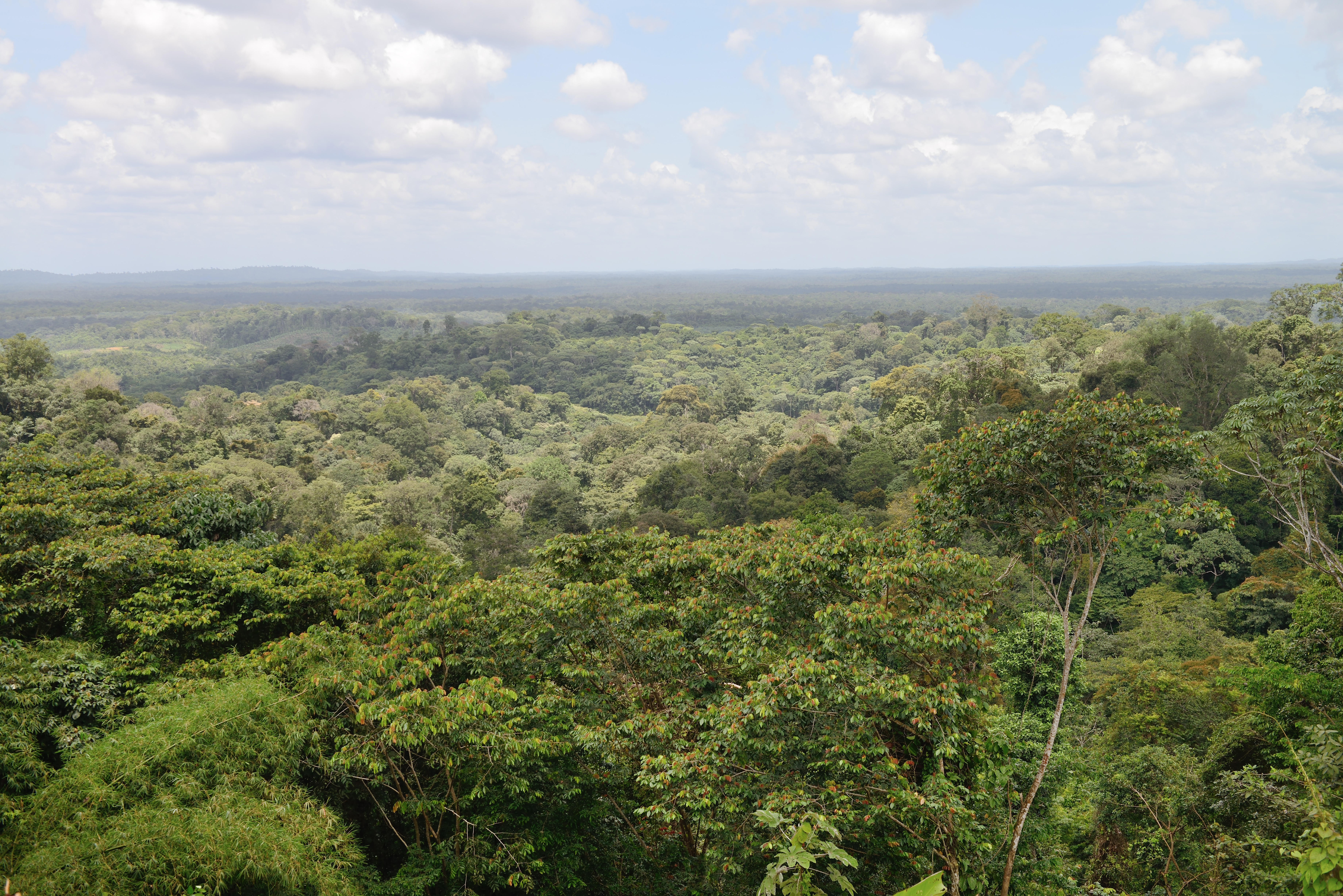
Тропический лес Французской Гвианы, обращенный в сторону Какао

### Французские заморские регионы
Французская Гвиана, Гваделупа, Мартиника, Майотта и Реюньон — это пять заморских регионов Франции (которые также являются заморскими департаментами), которые по французскому законодательству, по большей части, рассматриваются как неотъемлемые части Республики. Евро является законным платежным средством; однако они находятся за пределами Шенгенской зоны и зоны НДС ЕС.
Майотта — самый молодой из пяти зарубежных департаментов, перешедший из заморского коллектива в статус OCT 31 марта 2011 года. 1 января 2014 года он стал внешним регионом и, следовательно, частью ЕС.

### Заморское сообщество Сен-Мартен
Сен-Мартен — единственное заморское сообщество Франции, имеющее статус внешнего региона ЕС. Как и в случае с заморскими департаментами Франции, евро является законным платежным средством на острове Сен-Мартен, и он находится за пределами Шенгенской зоны и зоны НДС ЕС.
22 февраля 2007 года Сен-Мартен и Сен-Бартелеми были отделены от французского заморского департамента Гваделупы, чтобы сформировать новые заморские сообщества. Как следствие, их статус в ЕС какое-то время оставался неясным. В то время как отчет, выпущенный французским парламентом, предполагал, что острова оставались в составе ЕС в качестве внешних регионов, в документах Европейской комиссии они перечислены как находящиеся за пределами Европейского сообщества. Правовой статус островов был уточнен после вступления в силу Лиссабонского договора, в котором они были указаны как внешний регион. Однако Сен-Бартелеми перестал быть внешним регионом и покинул ЕС, чтобы стать OCT 1 января 2012 года.

## Заморские страны и территории
Заморские страны и территории (OCT) являются зависимыми территориями, которые имеют особые отношения с одним из государств-членов ЕС. Их статус описан в Договоре о функционировании Европейского союза, и они не являются частью ЕС или единого европейского рынка. Ассоциация заморских стран и территорий была создана для улучшения экономического развития и сотрудничества между OCT и ЕС, и включает в себя большинство OCT, за исключением одной территории, на которой нет постоянного местного населения.

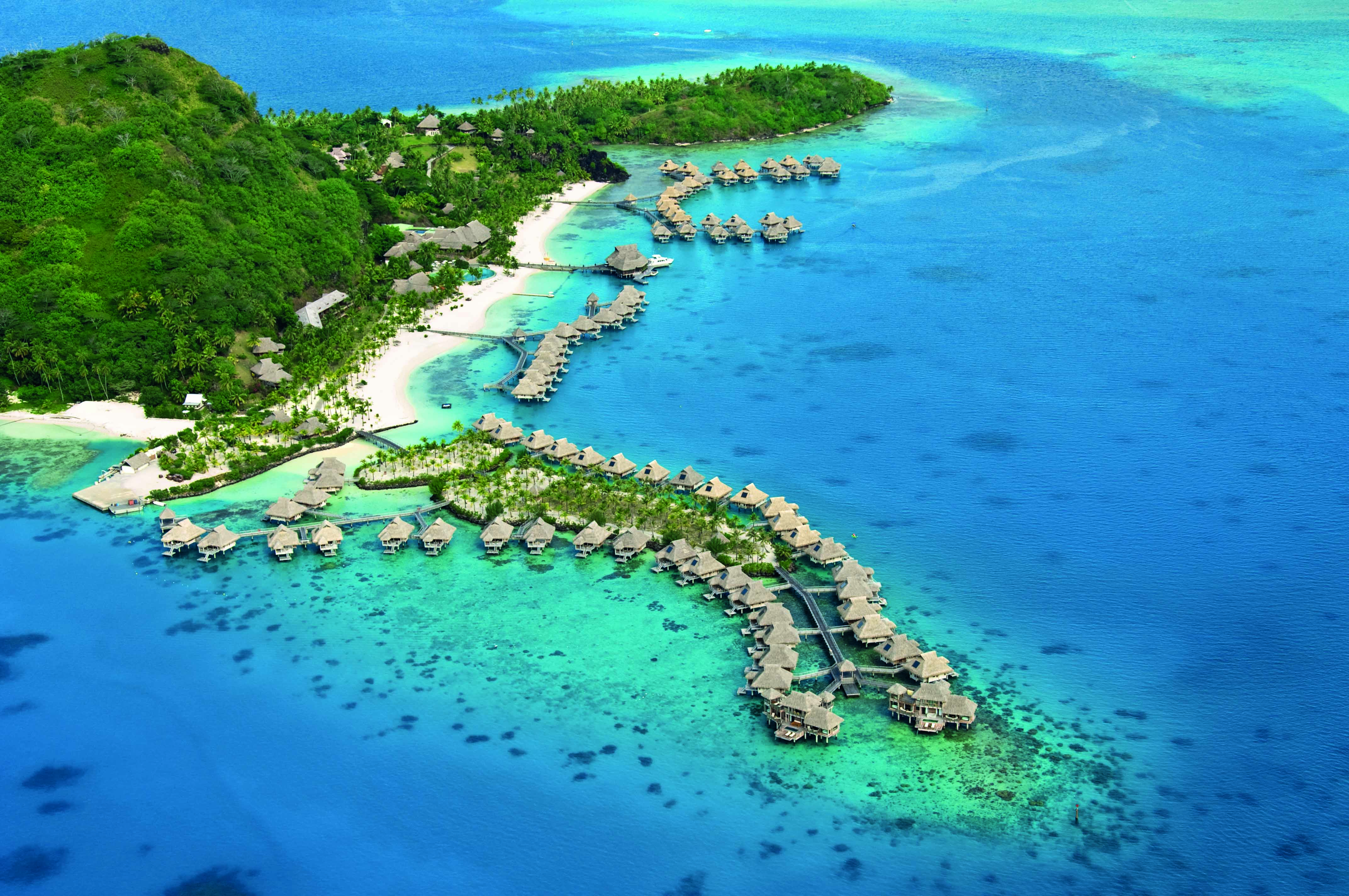
Бора-Бора, Французская Полинезия

OCT были прямо приглашены соглашением ЕС присоединиться к Ассоциации ЕС-OCT (OCTA). Они были перечислены в статье 198 Договора о функционировании Европейского союза, которая, помимо приглашения присоединиться к OCTA, также предоставила им возможность присоединиться к положениям ЕС о свободе передвижения для работников и свободе создания. Тем не менее, свобода создания ограничена статьей 203 TFEU и соответствующим Решением Совета о OCT. Его статья 51(1)(a) предписывает только, что «Союз предоставляет физическим и юридическим лицам, участвующим в OCT, режим не менее благоприятный, чем наиболее благоприятный режим, применимый к таким же физическим и юридическим лицам любой третьей страны, с которыми союз заключает или заключил договор об экономической интеграции». Опять же, это может быть ограничено в соответствии со Статьей 51(2)(b). Обязательства, предусмотренные в пункте 1 настоящей статьи, не применяются к режиму, предоставляемому в соответствии с мерами, предусматривающими признание квалификаций, лицензий или пруденциальных мер в соответствии со статьей VII Генерального соглашения по торговле услугами (GATS) или Приложением GATS о финансовых услугах.
OCT не облагаются общими внешними таможенными тарифами ЕС, но они могут требовать уплаты таможенных пошлин на товары, импортируемые из ЕС на недискриминационной основе. Они не являются частью ЕС, и на них не распространяется законодательство ЕС, хотя те, кто присоединяется к OCTA, обязаны соблюдать подробные правила и процедуры, изложенные в этом соглашении об ассоциации (Решение Совета 2013/755/EU). Члены OCTA имеют право запросить финансовую поддержку ЕС.
Когда в марте 1957 года был подписан Римский договор, в общей сложности существовало 15 OCT: Французская Западная Африка, Французская Экваториальная Африка, Сен-Пьер и Микелон, Коморские острова, Французский Мадагаскар, Французский берег Сомали, Новая Каледония, Французская Полинезия, Французские Южные и Антарктические территории, Французское Того, Французский Камерун, Бельгийское Конго, Руанда-Урунди, Подопечная территория Сомали, Нидерландская Новая Гвинея. С тех пор этот список неоднократно пересматривался и включал, как отмечено в Лиссабонском договоре, 25 OCT в 2007 году. Одна из французских территорий впоследствии сменила статус с OMR на OCT (Сен-Бартелеми), а другая французская территория перешла с OCT на OMR (Майотта). По состоянию на июль 2014 года все ещё существует 13 OCT (шесть с Францией, шесть с Нидерландами и одна с Данией), все из которых присоединились к OCTA.
13 заморских стран и территорий Европейского союза:
| Флаг | Герб               | Название                                      | Местоположение               | Площадь                          | Числ.    | Столица    | Крупнейшее поселение | Официальный(е) язык(и)                | Государство             |
| ---- | ------------------ | --------------------------------------------- | ---------------------------- | -------------------------------- | -------- | ---------- | -------------------- | ------------------------------------- | ----------------------- |
|      |                    | Гренландия                                    | Северная Атлантика & Арктика | 2 166 086 км2 (836 330 кв. миль) | 56,483   | Нуук       | Нуук                 | Гренландский                          | Датское королевство     |
|      |                    | Кюрасао                                       | Карибы                       | 444 км2 (171 кв. миль)           | 160,337  | Виллемстад | Виллемстад           | Нидерландский, Папьяменто, Английский | Королевство Нидерландов |
|      |                    | Аруба                                         | Карибы                       | 179 км2 (69 кв. миль)            | 104,822  | Ораньестад | Ораньестад           | Нидерландский, Папьяменто             | Королевство Нидерландов |
|      |                    | Синт-Мартен                                   | Карибы                       | 37 км2 (14 кв. миль)             | 33,609   | Филипсбург | Лоуэр-Принс-Куотер   | Нидерландский, Английский             | Королевство Нидерландов |
|      |                    | Бонайре                                       | Карибы                       | 294 км2 (114 кв. миль)           | 18,905   | Кралендейк | Кралендейк           | Нидерландский                         | Королевство Нидерландов |
|      |                    | Синт-Эстатиус                                 | Карибы                       | 21 км2 (8 кв. миль)              | 3,193    | Ораньестад | Ораньестад           | Нидерландский                         | Королевство Нидерландов |
|      |                    | Саба                                          | Карибы                       | 13 км2 (5 кв. миль)              | 1,991    | Боттом     | Боттом               | Нидерландский                         | Королевство Нидерландов |
|      |                    | Французская Полинезия                         | Тихий океан                  | 4167 км2 (1609 кв. миль)         | 275,918  | Папеэте    | Фаа                  | Французский                           | Франция                 |
|      |                    | Новая Каледония                               | Тихий океан                  | 18 576 км2 (7172 кв. миль)       | 268,767  | Нумеа      | Нумеа                | Французский                           | Франция                 |
|      | Уоллис и Футуна    | 142 км2 (55 кв. миль)                         | Тихий океан                  | 11,899                           | Мата-Уту | Мата-Уту   |                      | Французский                           | Франция                 |
|      | Сен-Бартелеми      | Карибы                                        | 25 км2 (10 кв. миль)         | 9,279                            | Густавия | Густавия   |                      | Французский                           | Франция                 |
|      | Сен-Пьер и Микелон | Северная Атлантика                            | 242 км2 (93 кв. миль)        | 6,080                            | Сен-Пьер | Сен-Пьер   |                      | Французский                           | Франция                 |
|      |                    | Французские Южные и Антарктические территории | Индийский океан & Антарктида | 439 781 км2 (169 800 кв. миль)   | 0        | Сен-Пьер   | Порт-о-Франсе (база) | Французский                           | Франция                 |
|      |                    | Итого                                         |                              | 2,630,007 km2 (1,015,451 sq mi)  | 945,893  |            |                      |                                       |                         |

### Ассоциация заморских стран и территорий
Ассоциация заморских стран и территорий (OCTA) — организация, основанная 17 ноября 2000 года со штаб-квартирой в Брюсселе. Все OCT присоединились к OCTA с февраля 2020 года. Его цель — улучшить экономическое развитие заморских стран и территорий, а также сотрудничество с Европейским союзом. 25 июня 2008 года в Брюсселе был подписан Договор о сотрудничестве между ЕС и OCTA. Нынешний председатель — премьер Кюрасао, Eugene Rhuggenaath.

### Французские заморские территории
Французские Южные и Антарктические территории (которые также включают острова Эпарс в Индийском океане и французские претензии на Землю Адели в Антарктиде) являются заморскими территориями Франции, но не имеют постоянного населения. Он имеет статус sui generis во Франции.
Сен-Пьер и Микелон, Сен-Бартелеми, Французская Полинезия, а также Уоллис и Футуна являются заморскими сообществами (ранее называвшимися заморскими территориями) Франции, а Новая Каледония — «сообществом sui generis». Сен-Бартелеми, Сен-Пьер и Микелон используют евро, в то время как Новая Каледония, Французская Полинезия, Уоллис и Футуна используют тихоокеанский франк — валюту, привязанную к евро и гарантированную Францией. Уроженцы этих сообществ являются гражданами Европы благодаря своему французскому гражданству, и в этих сообществах проводятся выборы в Европейский парламент.
22 февраля 2007 года Сен-Бартелеми и Сен-Мартен были отделены от французского заморского департамента Гваделупа, чтобы сформировать новые заморские сообщества. Как следствие, их статус в ЕС какое-то время оставался неясным. В то время как отчет, выпущенный французским парламентом, предполагал, что острова оставались в составе ЕС в качестве внешних регионов, в документах Европейской комиссии они перечислены как находящиеся за пределами Европейского сообщества. Правовой статус островов был уточнен после вступления в силу Лиссабонского договора, в котором они были указаны как внешние регионы. Однако, Сен-Бартелеми перестал быть внешним регионом и покинул ЕС, чтобы стать OCT 1 января 2012 года. Это изменение было сделано для облегчения торговли со странами за пределами ЕС, в частности с Соединёнными Штатами, и стало возможным благодаря положению Лиссабонского договора, которое позволяет Европейскому совету изменять статус территории Дании, Нидерландов или Франции в ЕС по инициативе соответствующего государства-члена.

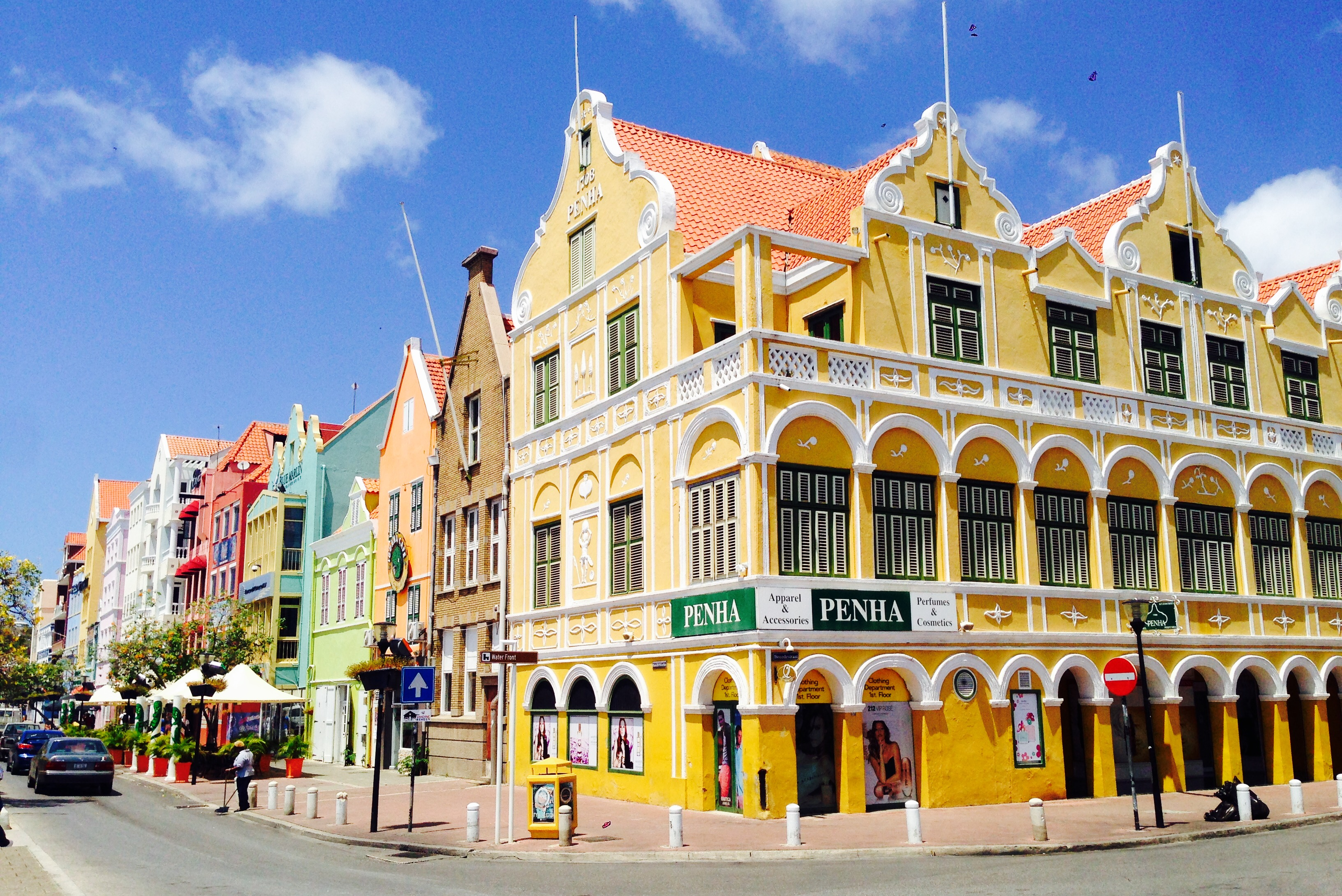
Виллемстад — столица Кюрасао.

### Заморские территории Нидерландов
Шесть территорий Нидерландов, все из которых являются островами Карибского бассейна, имеют статус OCT. Таким образом, они извлекают выгоду из возможности иметь свою собственную политику экспорта и импорта в ЕС и из ЕС, сохраняя при этом доступ к различным фондам ЕС (таким как Европейский фонд развития). Жители островов являются гражданами ЕС в силу своего нидерландского гражданства и имеют право голосовать на выборах в Европейский парламент. Первоначально у них не было права голоса на таких выборах, но Европейский суд предоставил им такие права, когда постановил, что исключение их из избирательного права противоречит законодательству ЕС, поскольку все остальные граждане Нидерландов, проживающие за пределами ЕС, имели право голоса. Ни один из островов не использует евро в качестве своей валюты. Доллар США используется на Бонайре, Синт-Эстатиусе и Сабе, в то время как Кюрасао и Синт-Мартен используют свою собственную общую валюту — антильский гульден, и, наконец, валютой Арубы является арубанский флорин.
Аруба, Кюрасао и Синт-Мартен классифицируются как «страны» в соответствии с законодательством Нидерландов и обладают значительной внутренней автономией. В июне 2008 года правительство Нидерландов опубликовало отчет о предполагаемых последствиях для островов в случае их присоединения к ЕС в качестве внешних регионов. Правительство пришло к выводу, что выбор будет за самими островами, чтобы взвесить преимущества и недостатки вступления в ЕС в качестве внешних регионов, и что ничего не будет сделано, если острова специально не попросят об этом.
Бонайре, Синт-Эстатиус и Саба (в совокупности называемые Карибскими Нидерландами) являются «особыми муниципалитетами» собственно Нидерландов. Их текущий статус OCT и перспектива повышения их статуса, чтобы стать частью ЕС в качестве новых OMR (внешних регионов), были рассмотрены голландским парламентом в 2015 году в рамках запланированного пересмотра голландского законодательства (WOLBES и FINBES) относительно качества недавно созданных новых органов государственного управления. В октябре 2015 года в ходе обзора был сделан вывод о том, что существующие правовые структуры управления и интеграции с европейскими Нидерландами не работают должным образом в рамках WOLBES, но не было сделано никаких рекомендаций относительно того, поможет ли переход от OCT к статусу OMR улучшить эту ситуацию.
Острова унаследовали свой статус OCT от Нидерландских Антильских островов, которые были распущены в 2010 году. Нидерландские Антильские острова первоначально были специально исключены из всех ассоциаций с ЕЭС на основании протокола, прилагаемого к Римскому договору, позволяющего Нидерландам ратифицировать от имени Нидерландов в Европе и только Нидерландской Новой Гвинеи, что они впоследствии и сделали. Однако после вступления в силу Конвенции об ассоциации Нидерландских Антильских островов с Европейским экономическим сообществом 1 октября 1964 года Нидерландские Антильские острова стали OCT.

### Гренландия

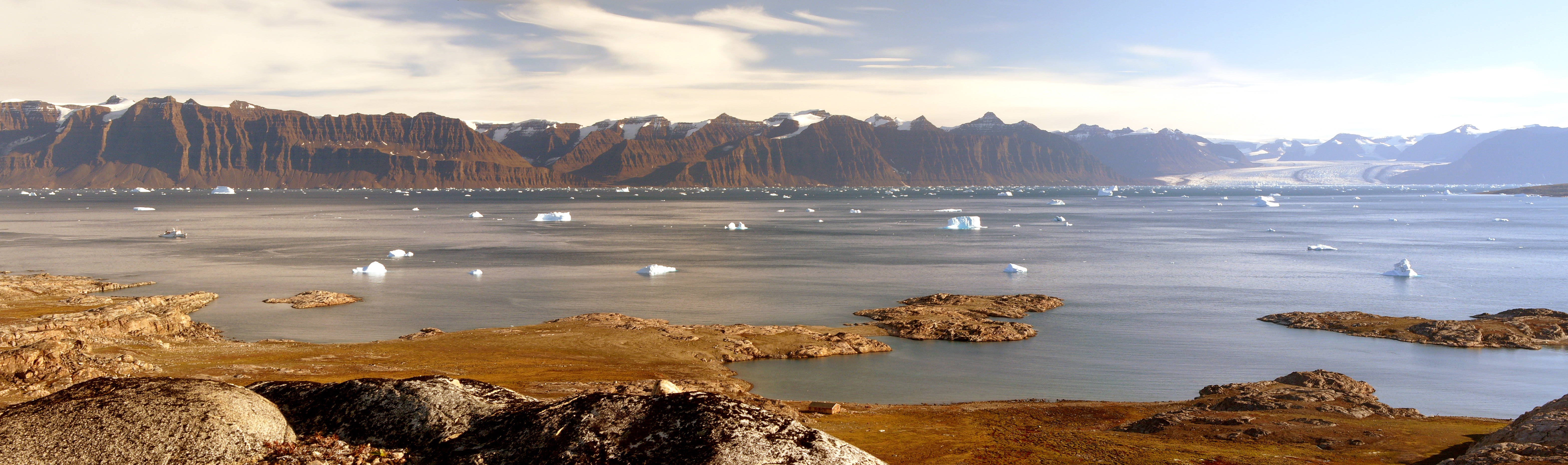
Вид на залив Скорсби в восточной Гренландии, одну из крупнейших систем звуковых фьордов в мире

Гренландия присоединилась к тогдашнему Европейскому сообществу в 1973 году в качестве округа вместе с Данией, но после получения автономии с введением самоуправления в Королевстве Дания, Гренландия проголосовала за выход в 1982 году и покинула его в 1985 году, чтобы стать OCT. Основной причиной ухода являются разногласия по поводу Общей политики в области рыболовства (CFP) и восстановления контроля над рыбными ресурсами Гренландии, чтобы впоследствии оставаться за пределами вод ЕС. Граждане Гренландии (OCT-подданные), тем не менее, являются гражданами ЕС в связи с ассоциированными отношениями Гренландии с ЕС, а также имеют датское гражданство.
Отношения между ЕС и Гренландией представляют собой всеобъемлющее партнёрство, которое дополняет договоренности об ассоциации OCT в соответствии с «Решением Совета 2013/755/EU»; на основании «Решения Совета 2014/137 от 14 марта 2014 года» (с описанием отношений) и Соглашения о партнерстве в области рыболовства от 30 июля 2006 года.

## Особые случаи
Хотя внешние регионы и заморские страны и территории попадают в структурированные категории, к которым применяются общие механизмы, это не относится ко всем особым территориям. 10 территорий государств-членов имеют специальные договоренности в отношениях с ЕС. В этих особых случаях правила НДС не применяются, и они также могут быть освобождены от таможенных или акцизных правил.
| Флаг | Герб | Название                     | Площадь                   | Числ.   | Государство   | Официальный(е) язык(и) | Часть ЕС | Таможенный союз | Правила НДС | Акцизные правила |
| ---- | ---- | ---------------------------- | ------------------------- | ------- | ------------- | ---------------------- | -------- | --------------- | ----------- | ---------------- |
|      |      | Мелилья                      | 12,3 км2 (5 кв. миль)     | 86,384  | Испания       | Испанский              | Да       | Нет             | Нет         | Нет              |
|      |      | Сеута                        | 18,5 км2 (7 кв. миль)     | 85,144  | Испания       | Испанский              | Да       | Нет             | Нет         | Нет              |
|      |      | Аландские острова            | 1580 км2 (610 кв. миль)   | 56,483  | Финляндия     | Шведский               | Да       | Да              | Нет         | Нет              |
|      |      | Фарерские острова            | 1399 км2 (540 кв. миль)   | 52,337  | Дания         | Фарерский, Датский     | Нет      | Нет             | Нет         | Нет              |
|      |      | Буферная зона ООН            | 346 км2 (134 кв. миль)    | 8,686   | Кипр (де-юре) | Греческий (де-юре)     | Да       | Да              | Нет         | Да               |
|      |      | Ливиньо                      | 227,3 км2 (88 кв. миль)   | 6,721   | Италия        | Итальянский            | Да       | Нет             | Нет         | Нет              |
|      |      | Кампионе-д’Италия            | 2,68 км2 (1 кв. миль)     | 1,961   | Италия        | Итальянский            | Да       | Да              | Нет         | Да               |
|      |      | Бюзинген-ам-Хохрайн          | 7,62 км2 (3 кв. миль)     | 1,536   | Германия      | Немецкий               | Да       | Нет             | Нет         | Нет              |
|      |      | Гельголанд                   | 1,7 км2 (1 кв. миль)      | 1,265   | Германия      | Немецкий               | Да       | Нет             | Нет         | Нет              |
|      |      | Монастырская республика Афон | 335,63 км2 (130 кв. миль) | 1,811   | Греция        | Греческий (де-юре)     | Да       | Да              | Нет         | Да               |
|      |      | Итого                        | 3,930 km2 (1,517 sq mi)   | 303,283 |               |                        |          |                 |             |                  |

### Аландские острова
Аландские острова, группа островов, принадлежащих Финляндии, но с частичной автономией, расположенных между Швецией и Финляндией, со шведскоязычным населением, присоединились к ЕС вместе с Финляндией в 1995 году. На островах был проведен отдельный референдум о присоединении, и, как и материковая часть Финляндии, проголосовали «за».
Законодательство ЕС, включая основные четыре свободы, распространяется на Аландские острова. Однако есть некоторые отступления из-за особого статуса островов. Аландские острова находятся за пределами зоны НДС и освобождены от общих правил в отношении налогов с оборота, акцизов и косвенного налогообложения.
Кроме того, для защиты местной экономики договор о присоединении допускает понятие hembygdsrätt/kotiseutuoikeus (региональное гражданство). Следовательно, существуют ограничения на владение собственностью и недвижимостью, право на создание в деловых целях и ограничения на то, кто может предоставлять услуги на Аландских островах, для людей, не обладающих этим статусом. Статус может получить любой гражданин Финляндии, законно проживающий на Аландских островах в течение 5 лет, который может продемонстрировать адекватное знание шведского языка.

### Бюзинген-ам-Хохрайн
Немецкая деревня Бюзинген-ам-Хохрайн является эксклавом, полностью окруженным Швейцарией, и поэтому для практических целей находится в таможенном союзе с соседней страной, не входящей в ЕС. Евро является законным платежным средством, хотя предпочтение отдается швейцарскому франку. Бюзинген исключен из таможенного союза ЕС и зоны НДС ЕС. Обычно применяется швейцарский НДС. Бюзинген также находился за пределами Шенгенской зоны, пока Швейцария не присоединилась к ней 12 декабря 2008 года.

### Кампионе-д’Италия и Ливиньо
Итальянская эксклавная деревня Кампионе-д’Италия находится в анклаве швейцарского кантона Тичино, а также на озере Лугано и является муниципалитетом в провинции Комо, в то время как Ливиньо, небольшой и отдаленный горный курортный городок, является муниципалитетом в провинции Сондрио. Оба муниципалитета являются частью региона Ломбардия. Несмотря на то, что Ливиньо является частью ЕС, он исключен из зоны таможенного союза и НДС, так как налоговый статус Ливиньо восходит к наполеоновским временам. Кампионе исключен из зоны НДС ЕС. Он был исключен из таможенной зоны ЕС до конца 2019 года. Магазины и рестораны в Кампионе принимают платежи как в евро, так и в швейцарских франках, а цены указаны как в евро, так и в швейцарских франках.

### Сеута и Мелилья

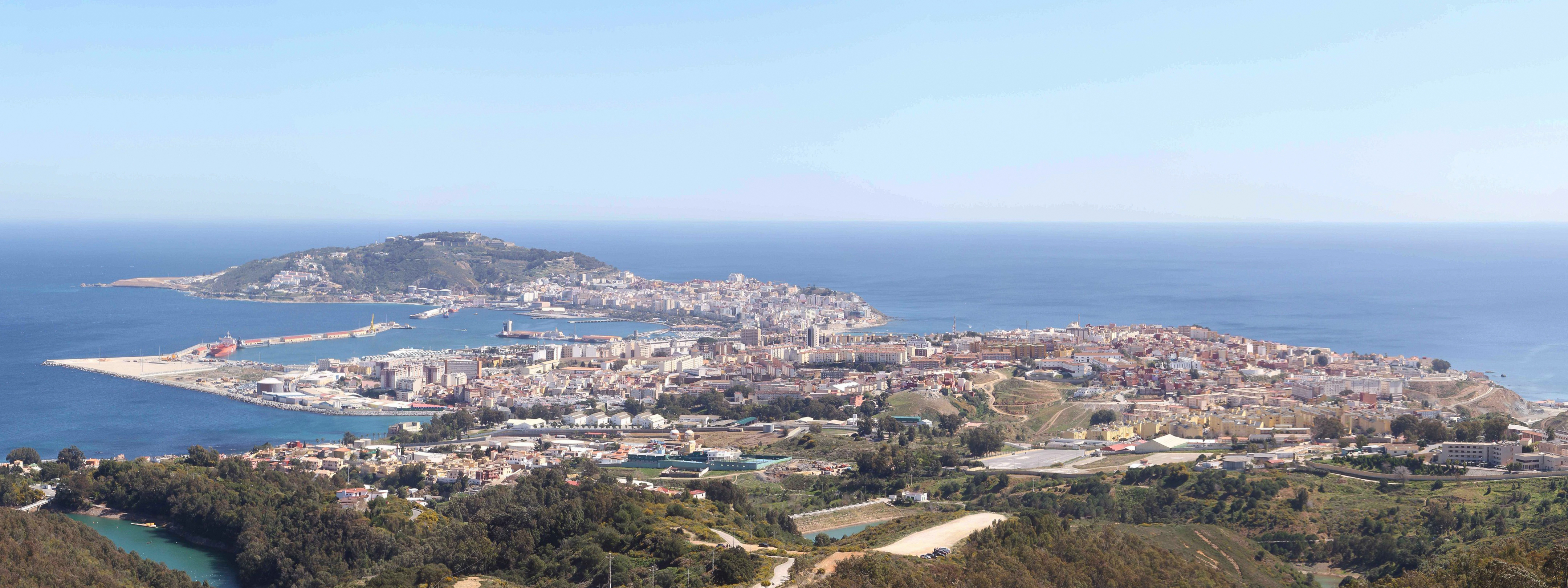
Сеута в испанской Северной Африке.

Сеута и Мелилья — два испанских города на побережье Северной Африки. Они являются частью ЕС, но исключены из общей сельскохозяйственной и рыболовной политики Они также находятся за пределами таможенного союза и зоны НДС, но таможенные пошлины не взимаются с товаров, экспортируемых из ЕС в Сеуту и Мелилью, а некоторые товары, происходящие из Сеуты и Мелильи, освобождаются от таможенных сборов.
Хотя номинально является частью Шенгенской зоны (действительны шенгенские визы), Испания проводит проверки личности всех морских и воздушных пассажиров, покидающих анклавы в другие места Шенгенской зоны.

### Кипр

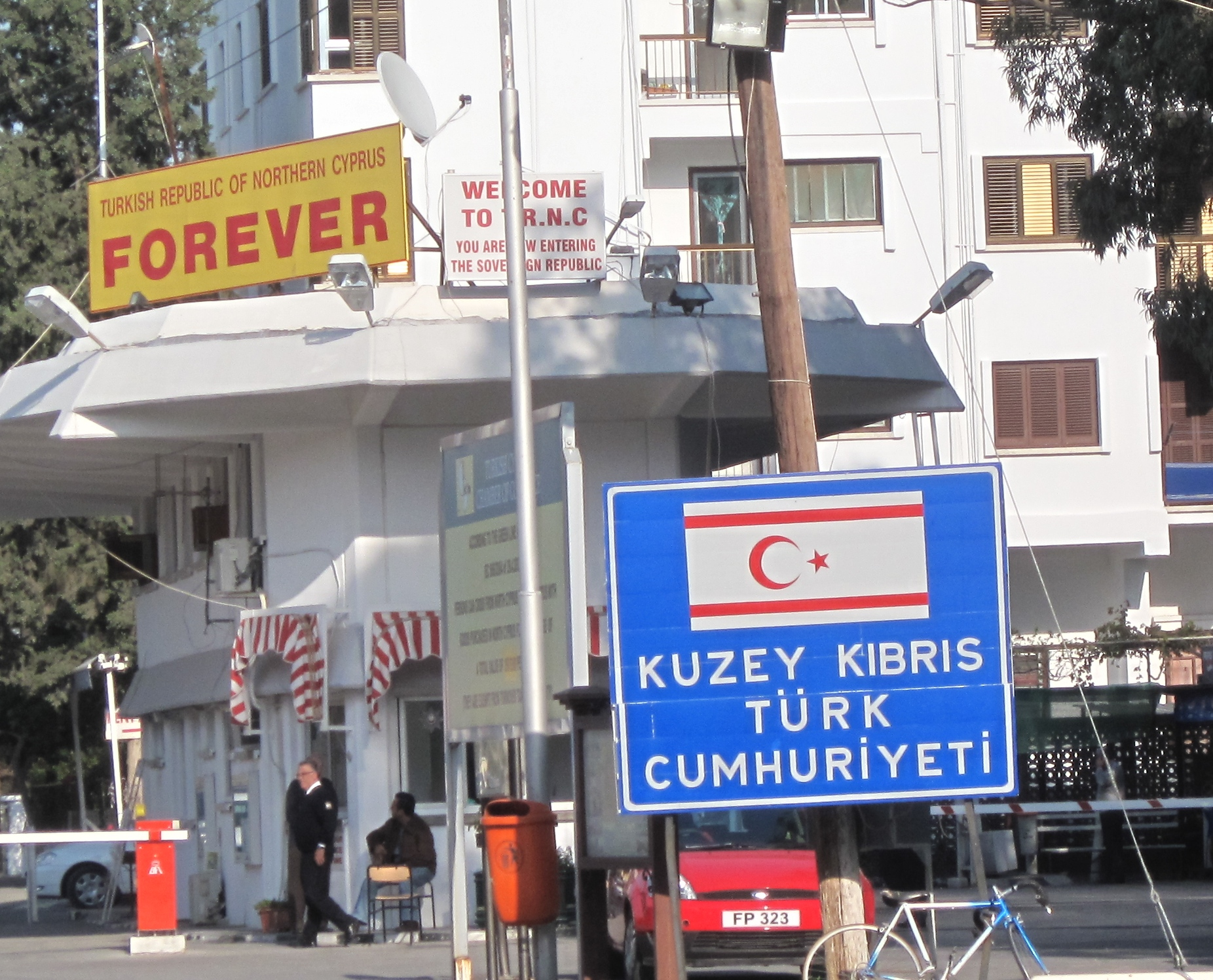
Непризнанная на международном уровне Турецкая Республика Северного Кипра

Когда 1 мая 2004 года Республика Кипр стала частью Европейского союза, северная треть острова оказалась вне фактического контроля её правительства из-за турецкого вторжения на Кипр, буферная зона ООН различной ширины разделяла две части, и ещё 3 % острова были заняты суверенными базами Великобритании (под британским суверенитетом с момента заключения Договора об учреждении в 1960 году). Два протокола к Договору о присоединении 2003 года — номер 3 и 10, известные как «Протокол о суверенных базовых территориях» и «Кипрский протокол» соответственно, — отражают эту сложную ситуацию.
Законодательство ЕС полностью применяется только к той части острова, которая фактически контролируется правительством Республики Кипр. Действие законодательства ЕС приостановлено в северной трети острова (Турецкая Республика Северного Кипра, независимость которой признана только Турцией) статьей 1(1) Кипрского протокола. Если остров воссоединится, Совет Европейского союза отменит приостановку своим решением. Через четыре месяца после принятия такого решения на острове пройдут новые выборы в Европейский парламент для избрания представителей киприотов со всего острова.
Закон о кипрском гражданстве распространяется на весь остров и, соответственно, доступен жителям Северного Кипра и районов британской суверенной базы на той же основе, что и тем, кто родился в районе, контролируемом Республикой Кипр. Граждане Республики Кипр, проживающие на Северном Кипре, являются гражданами ЕС и номинально имеют право голосовать на выборах в Европейский парламент; однако выборы в этот парламент не проводятся, поскольку он де-факто управляется отдельным государством, хотя и признанным только Турцией.

#### Акротири и Декелия
Великобритания располагает двумя суверенными базовыми районами на Кипре, а именно Акротири и Декелия. В отличие от других британских заморских территорий, их жители (которые имеют право на гражданство британских заморских территорий) никогда не имели права на британское гражданство.
До вступления Кипра в ЕС в 2004 году, хотя Великобритания в то время уже была членом ЕС, законы ЕС не применялись к суверенным базовым территориям. Эта позиция была изменена договором о присоединении Кипра, так что законодательство ЕС, хотя и не применяется в принципе, применяется в той мере, в какой это необходимо для осуществления протокола, прилагаемого к этому договору. В этом протоколе к суверенным базовым территориям применялись законы ЕС, касающиеся Общей сельскохозяйственной политики, таможни, косвенного налогообложения, социальной политики, правосудия и внутренних дел. Власти суверенных базовых территорий также предусмотрели возможность одностороннего применения непосредственно применимого права ЕС. Великобритания также согласилась в Протоколе сохранить достаточный контроль за внешними (то есть за пределами острова и северным Кипром) границами базовых районов, чтобы гарантировать, что граница между суверенными базовыми районами и Республикой Кипр может оставаться полностью открытой и не должна охраняться как внешняя граница ЕС. Следовательно, суверенные базовые районы стали бы де-факто частью Шенгенской зоны, если бы и когда Кипр её реализовал. Базовые районы уже де-факто являются членами еврозоны из-за использования ими ранее кипрского фунта и перехода на евро в качестве законного платежного средства с 2008 года.
Поскольку закон о кипрском гражданстве распространяется на киприотов в суверенных базовых районах, жители Кипра, как граждане Республики Кипр, имеют право на гражданство ЕС. Чуть менее половины населения суверенных базовых районов составляют киприоты, остальные — британские военнослужащие, вспомогательный персонал и члены их семей. В заявлении, приложенном к Договору о создании Республики Кипр 1960 года, британское правительство обязалось не допускать новых поселений людей на суверенных базовых территориях, кроме как для временных целей.
В соответствии с протоколом к соглашению о выходе из Brexit, некоторые положения законодательства ЕС о сельском хозяйстве, таможне, косвенном налогообложении, социальном обеспечении и пограничном контроле продолжают применяться к территориям суверенной базы.

#### Буферная зона ООН
Буферная зона ООН между севером и югом Кипра имеет ширину от нескольких метров в центре Никосии до нескольких километров в сельской местности. Хотя номинально он находится под суверенитетом Республики Кипр, фактически им управляют Вооруженные силы Организации Объединённых Наций по поддержанию мира на Кипре (UNFICYP). Население зоны составляет 8 686 человек (по состоянию на октябрь 2007 года), и одна из задач UNFICYP заключается в «поощрении как можно более полного возобновления нормальной гражданской активности в буферной зоне». Жилые деревни, расположенные в буферной зоне, по закону находятся в ведении Республики Кипр, но охраняются миротворцами ООН. Статья 2.1 Кипрского протокола позволяет Европейскому совету определять, в какой степени положения законодательства ЕС применяются в буферной зоне.

### Фарерские острова

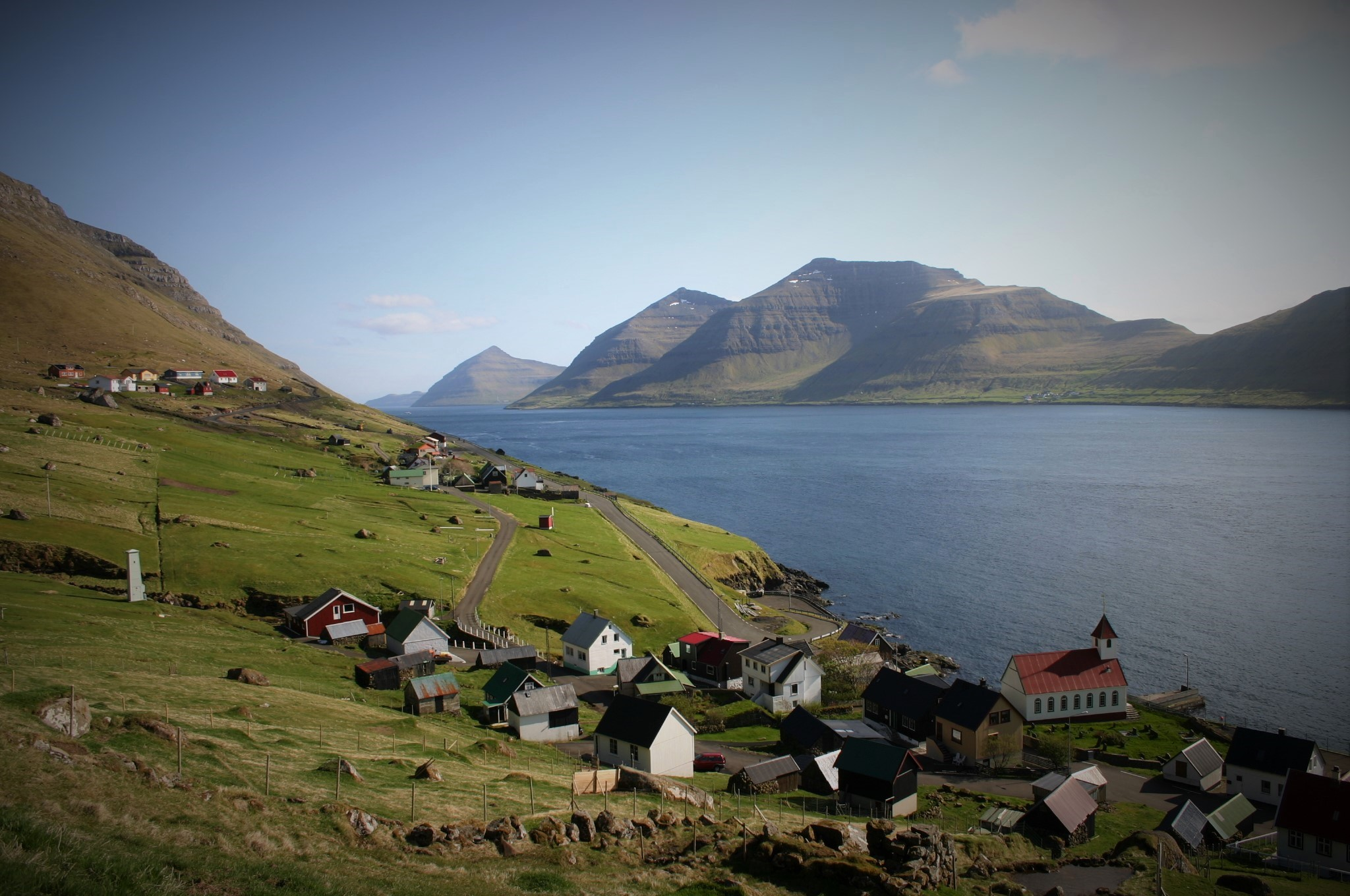
Остров Куной, Фарерские острова

Фарерские острова не являются частью ЕС, и они не были частью ЕС с тех пор, как Дания присоединилась к сообществу в 1973 году. Датские граждане, проживающие на островах, не считаются гражданами государства-члена по смыслу договоров или, следовательно, гражданами Европейского союза. Однако жители Фарерских островов могут стать гражданами ЕС, сменив место жительства на материковую часть Дании.
Фарерские острова не входят в Шенгенскую зону, и шенгенские визы здесь недействительны. Однако острова являются частью Северного паспортного союза, и Шенгенское соглашение предусматривает, что путешественники, следующие между островами и Шенгенской зоной, не должны рассматриваться, как пересекающие внешнюю границу зоны. Это означает, что формального паспортного контроля нет, но проверка личности при регистрации на рейс или на лодке на острова, где гражданам Скандинавии, путешествующим внутри Скандинавии, не нужен паспорт, только билет и удостоверение личности.

### Гельголанд

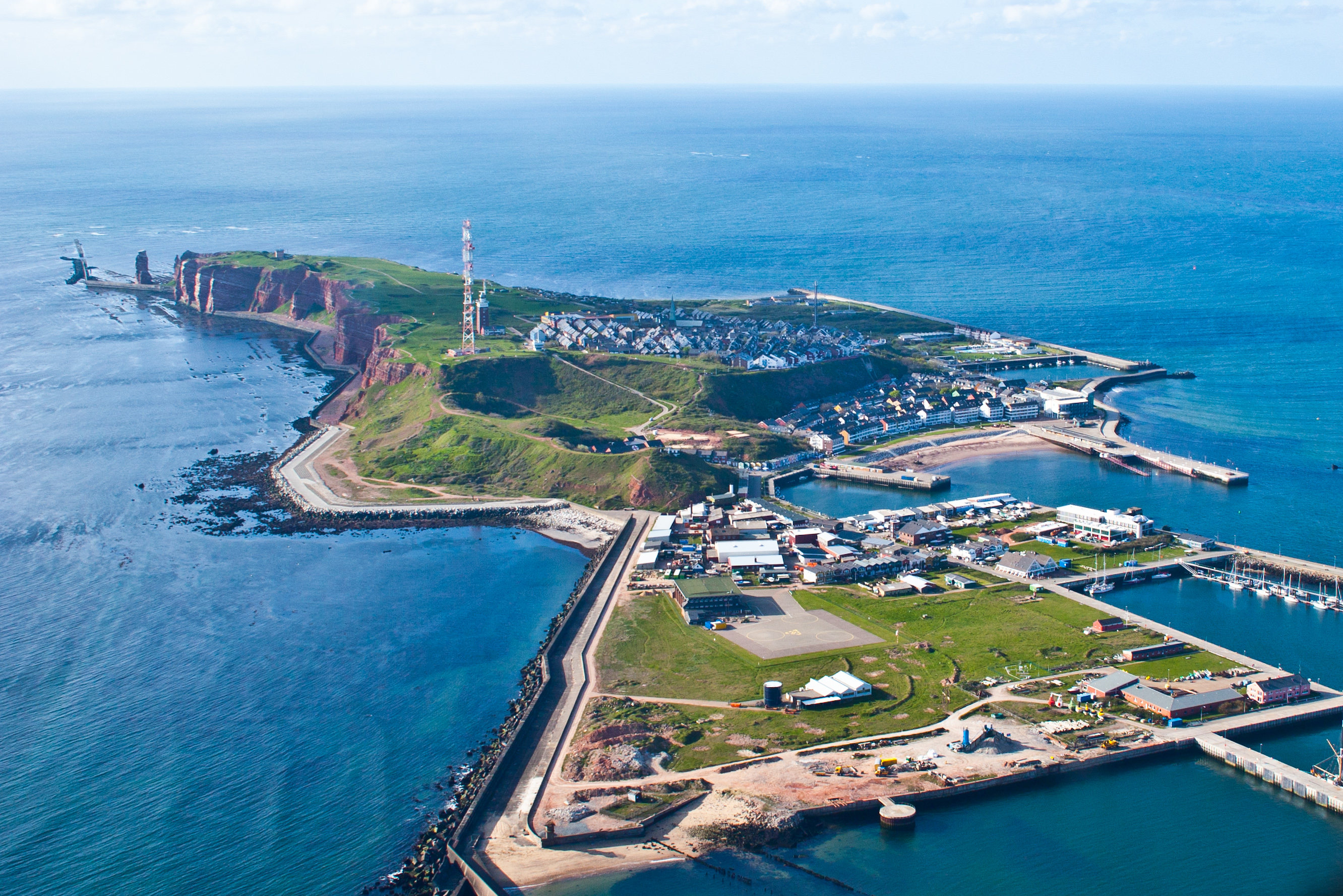
Гельголанд

Гельголанд — это архипелаг Германии, расположенный в Северном море в 70 км (43 миль) от северо-западного побережья Германии. Он является частью ЕС, но исключен из таможенного союза и зоны НДС.

### Афон
Гора Афон — автономный монастырский регион Греции. Договор о вступлении Греции в ЕС предусматривает, что гора Афон сохраняет свой многовековой особый правовой статус, гарантированный статьей 105 Конституции Греции. Он является частью таможенного союза, но не входит в зону НДС. Несмотря на то, что для въезда на полуостров требуется специальное разрешение и существует запрет на въезд женщин, он является частью Шенгенской зоны. Монастырь имеет определённые права на размещение монахов из стран, не входящих в ЕС. В заявлении, прилагаемом к договору о присоединении Греции к Шенгенскому соглашению, говорится, что «особый статус» горы Афон должен приниматься во внимание при применении Шенгенских правил.

## Областиэкстерриториальности
Сайменский канал и дорога Вярска-Улитина — это два из нескольких различных маршрутов проезда, которые существуют или существовали из-за изменений границ в течение XX-го века, когда транспортные маршруты и сооружения оказывались не на той стороне границы. Некоторые стали излишними благодаря Шенгенскому соглашению. Эти перечисленные примеры пересекают внешнюю границу ЕС.

### Сайменский канал
Финляндия арендует у России 19,6 км российской части Сайменского канала и имеет право экстерриториальности. Этот регион не является частью ЕС, поскольку является территорией России. В соответствии с договором, подписанным правительствами Финляндии и России, здесь действует российское законодательство, за некоторыми исключениями, касающимися морских правил и найма персонала канала, которые подпадают под юрисдикцию Финляндии. Также существуют особые правила для судов, следующих в Финляндию через данный канал. Для проезда через канал не нужна российская виза, но нужен паспорт, который проверяется на границе. Плата за канал принимается в евро. До продления срока аренды на 50 лет, вступившего в силу в феврале 2012 года, остров Малый Высоцкий также был арендован и управлялся Финляндией. С тех пор он полностью управляется российскими властями и больше не входит в концессионную территорию.

### Дорога Вярска-Улитина
Дорога из Вярска в Улитину в Эстонии, традиционно единственная дорога в район Улитины, проходит по территории России на протяжении одного километра своей длины, в районе, называемом Саатсеский сапог. На этой дороге нет пограничного контроля, но нет связи ни с одной другой дорогой в России. Не разрешается останавливаться или идти пешком по этой дороге. Эта зона является частью России, но также де-факто является частью Шенгенской зоны.

### Швейцария
Некоторые автомобильные и железные дороги вдоль границы Швейцарии позволяют транзит между двумя швейцарскими местами через соседние страны без таможенного контроля (и до 2008 года паспортного контроля) или между границей и международными аэропортами.

## Бывшие особые территории
Многие в настоящее время независимые государства или их части ранее были территориями следующих членов ЕС, поскольку последние присоединились к ЕС или, ранее, Европейскому объединению угля и стали (ЕОУС):
- Бельгия (с несколькими территориями, от образования ЕОУС до 1962 года)
- Франция (с несколькими территориями, от формирования ЕОУС)
- Италия (с Итальянским Сомали, от образования ЕОУС до 1960 года)
- Нидерланды (с несколькими территориями, от формирования ЕОУС)
- Португалия (с несколькими территориями, с расширения 1986 года по 2002 год)
- Великобритания (с несколькими территориями, после расширения 1973 года и до выхода из ЕС в 2020 году)

Большинство этих территорий отделились до вступления в силу Маастрихтского договора в 1993 году и в последующие годы, а это означало, что такого сотрудничества, как гражданство ЕС, союз НДС или еврозона, не существовало, поэтому тогда было меньше разницы в том, чтобы быть особой территорией.
Это были:
- Камбоджа (получила независимость от Франции в 1953 году), кроме преференций ЕОУС, там не применялись никакие договоры Сообщества[88]
- Лаос (получил независимость от Франции в 1954 году), кроме преференций ЕОУС, там не применялись никакие договоры Сообщества[88]
- Вьетнам (получил независимость от Франции в 1954 году), кроме преференций ЕОУС, там не применялись никакие договоры Сообщества[88]
- Тунис (получил независимость от Франции в 1956 году), кроме преференций ЕОУС, там не применялись никакие договоры Сообщества[88]
- Марокко (получило независимость от Франции в 1956 году), кроме преференций ЕОУС, там не применялись никакие договоры Сообщества[88]
- Гвинея (получила независимость от Франции в 1958 году), имела статус OCT[89]
- Камерун (Часть под управлением Франции получил независимость от Франции в 1960 году вместе с некоторыми частями, находящимися под управлением Великобритании); имел статус OCT для французской части[89]
- Того (получило независимость от Франции в 1960 году), имело статус OCT[89]
- Мали (получило независимость от Франции в 1960 году), имело статус OCT[89]
- Сенегал (получил независимость от Франции в 1960 году), имел статус OCT[89]
- Мадагаскар (получил независимость от Франции в 1960 году), имел статус OCT[89]
- ДР Конго (получила независимость от Бельгии в 1960 году), имела статус OCT[89]
- Сомали (Часть, управляемая Италией, получило независимость от Италии в 1960 году вместе с частью, управляемой Великобританией); имело статус OCT для итальянской части[89]
- Бенин (получил независимость от Франции в 1960 году), имел статус OCT[89]
- Нигер (получил независимость от Франции в 1960 году), имел статус OCT[89]
- Буркина-Фасо (получило независимость от Франции в 1960 году), имело статус OCT[89]
- Кот-д’Ивуар (получил независимость от Франции в 1960 году), имел статус OCT[89]
- Чад (получил независимость от Франции в 1960 году), имел статус OCT[89]
- Центральноафриканская Республика (получила независимость от Франции в 1960 году), имела статус OCT[89]
- Конго (получила независимость от Франции в 1960 году), имела статус OCT[89]
- Габон (получил независимость от Франции в 1960 году), имел статус OCT[89]
- Мавритания (получила независимость от Франции в 1960 году), имела статус OCT[89]
- Бурунди (получило независимость от Бельгии в 1962 году), имело статус OCT[89]
- Руанда (получила независимость от Бельгии в 1962 году), имела статус OCT[89]
- Нидерландская Новая Гвинея (передана из Нидерландов под юрисдикцию ООН в 1962 году, позже аннексирована Индонезией), имела статус OCT[89]
- Алжир (получил независимость от Франции в 1962 году), имел статус, аналогичный OMR[90]
- Багамы (получили независимость от Великобритании в 1973 году), имели статус OCT[91]
- Гренада (получила независимость от Великобритании в 1974 году), имела статус OCT[91]
- Коморы (получили независимость от Франции в 1975 году), имели статус OCT[89]
- Суринам (получил независимость от Нидерландов в 1975 году), имел статус OCT[88][92][93], заявление ЕВРАТОМ не подтверждено[94]
- Сейшелы (получили независимость от Великобритании в 1976 году), имели статус OCT[91]
- Французское Сомали (получил независимость от Франции как Джибути в 1977 году), имел статус OCT[89]
- Соломоновы острова (получили независимость от Великобритании в 1978 году), имели статус OCT[91]
- Тувалу (получило независимость от Великобритании в 1978 году), имел статус OCT[91]
- Доминика (получила независимость от Великобритании в 1978 году), имела статус OCT[91]
- Сент-Люсия (получила независимость от Великобритании в 1979 году), имела статус OCT[91]
- Кирибати (получило независимость от Великобритании в 1979 году), имел статус OCT[91]
- Сент-Винсент и Гренадины (получили независимость от Великобритании в 1979 году), имели статус OCT[91]
- Зимбабве (получил де-юре независимость от Великобритании в 1980 году), кроме преференций ЕОУС, там не применялись никакие договоры Сообщества[88][95]
- Вануату (получил независимость от Великобритании и Франции в 1980 году), в целом имел статус OCT[96]
- Белиз (получил независимость от Великобритании в 1981 году), имел статус OCT[91]
- Антигуа и Барбуда (получила независимость от Великобритании в 1981 году), имела статус OCT[91]
- Сент-Китс и Невис (получил независимость от Великобритании в 1983 году), имел статус OCT[91]
- Бруней (получил независимость от Великобритании в 1984 году), имел статус OCT[91]
- Гонконг (суверенитет передан от Великобритании Китаю в 1997 году), не применялись никакие соглашения Сообщества[95], кроме преференций ЕОУС[88]
- Макао (суверенитет передан от Португалии Китаю в 1999 году), ЕВРАТОМ был применим[97], помимо преференций ЕОУС[88]
- Восточный Тимор (получил независимость от Индонезии в 2002 году, до этого считалась под португальской администрацией), договор Сообщества там не применялся[комм. 7]

Великобритания покинула ЕС в 2020 году. Когда она была членом, некоторые из её зависимых и заморских территорий были частично интегрированы с ЕС.
- Гибралтар был частью ЕС и частично входил в его единый рынок.
- Джерси, Гернси и остров Мэн не входили в ЕС, но входили в его таможенный союз и пользовались свободной торговлей.
- Акротири и Декелия продолжают частично интегрироваться с Кипром, государством-членом ЕС, даже после того, как Великобритания больше не является членом ЕС.
- Остальные территории были полностью вне интеграции с ЕС (некоторые из них имели статус OCT, помимо вышеперечисленных).

Кроме того, в Европе в прошлом существовали особые территории, которые по разным причинам имели иной статус, чем их «материк», но теперь являются частью государства-члена. Вот некоторые из этих территорий:
- Австрийские области Кляйнвальзерталь и Юнгхольц раньше пользовались особым правовым статусом. Эти две области имеют автомобильный доступ только к Германии, а не напрямую к другим частям Австрии. Они находились в таможенном и валютном союзе с Германией, и не было пограничного контроля между Кляйнвальзерталем и Юнгхольцем, соответственно, и Германией. Когда Австрия вступила в ЕС (и его таможенный союз) в 1995 году, таможенный союз с Германией прекратил свое существование. Вступление в силу Шенгенского соглашения для Австрии (1997 год) и введение евро (2002 год) привели к тому, что Кляйнвальзерталь и Юнгхольц потеряли оставшиеся законные привилегии. В настоящее время к ним обращаются так же, как и к остальной Австрии.
- Саар (объединённый с Западной Германией 1 января 1957 года), был полностью частью Сообщества в качестве управляемой Францией европейской территории[98]
- Западный Берлин (объединённый с Западной Германией 3 октября 1990 года) подлежал полному применению договоров[комм. 8]
- Восточная Германия до 1972 года на бумаге была частью единой Германии и Европейского сообщества, поскольку Западная Германия, страны НАТО и Европейское сообщество не признавали Восточную Германию до 1972 года. Восточная Германия не признавала членство в ЕС. Правительство Западной Германии рассматривало торговлю с Восточной Германией как внутригерманскую торговлю, не подпадающую под действие торговых тарифов ЕС.

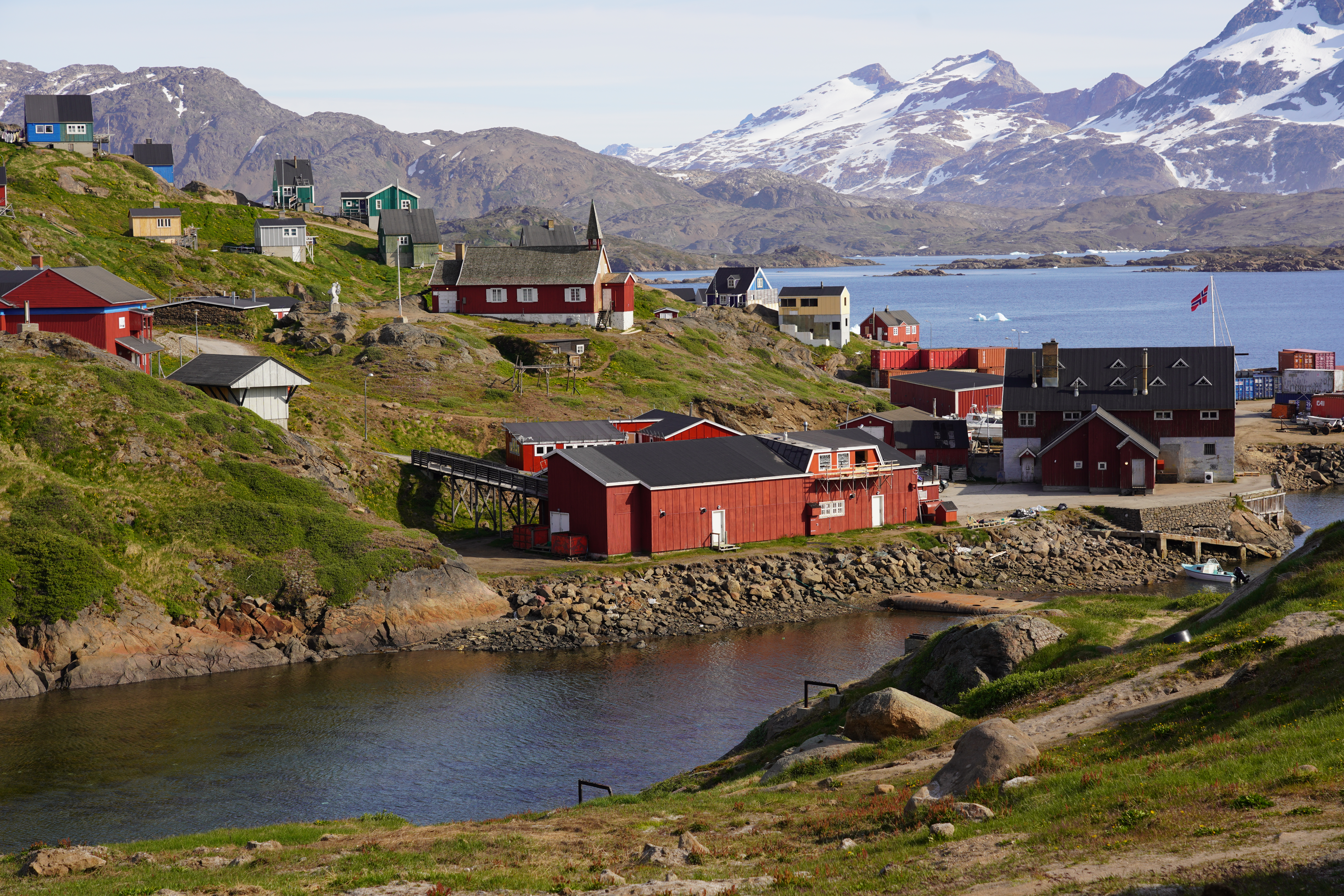
Сермилигаак, Гренландия

Следующие ниже территории по-прежнему являются особыми территориями государств-членов, но изменили свой статус. Подробнее смотрите их записи в статье.
- Гренландия
- Сен-Бартелеми
- Майотта

## Страны и территории, не входящие в ЕС, с частичной интеграцией в ЕС
Некоторые европейские страны тесно связаны с Европейским союзом через Европейскую экономическую зону или аналогичные соглашения. Этими странами являются Исландия, Лихтенштейн, Норвегия и Швейцария, государства-члены Европейской ассоциации свободной торговли (ЕАСТ). Они находятся внутри единого рынка (за исключением) и в Шенгенской зоне, но за пределами еврозоны, таможенной территории и зоны НДС. В Норвегии и Швейцарии есть особые районы.
- Лихтенштейн: Ограничения на свободное передвижение работников в результате бессрочного применения защитных мер в статье 112 Соглашения о ЕЭЗ.
- Норвегия
  - Шпицберген: Не входит в Шенгенскую зону, норвежскую зону НДС[100] или единый рынок ЕС; свободное перемещение людей на территорию независимо от национальности[101]
- Швейцария
  - Замнаун: За пределами зоны НДС Швейцарии[102]

В соответствии с Протоколом Северной Ирландии к соглашению о выходе из Brexit, Северная Ирландия остается де-факто частью Единого европейского рынка и Таможенного союза Европейского союза только для целей товаров, чтобы предотвратить создание таможенной границы на острове Ирландия.
Кроме того, британская территория Акротири и Декелия частично интегрирована с Кипром в сферах сельского хозяйства, таможни, косвенного налогообложения, социального обеспечения и пограничного контроля.

### Резюме
|                        |                        |                     |                           |                       |                                           |                                                |                                |          |  |  |
| Исландия               | Исландия               | Частично            | Нет                       | Да                    | Нет                                       | Нет                                            | С исключениями, в ЕЭЗ          | ISK      |  |  |
|                        |                        |                     |                           |                       |                                           |                                                |                                |          |  |  |
| Лихтенштейн            | Лихтенштейн            | Частично            | Нет                       | Да                    | Зона НДС между Швейцарией и Лихтенштейном | Таможенная территория Швейцарии и Лихтенштейна | С исключениями, в ЕЭЗ          | CHF      |  |  |
|                        |                        |                     |                           |                       |                                           |                                                |                                |          |  |  |
| Норвегия, кроме:       | Норвегия, кроме:       | Частично            | Нет                       | Да                    | Нет                                       | Нет                                            | С исключениями, в ЕЭЗ          | NOK      |  |  |
|                        | Шпицберген             | Частично            | Нет                       | Нет                   | Без НДС                                   | Нет                                            | Нет                            | NOK      |  |  |
|                        | Ян-Майен               | Частично            | Нет                       | Да                    | Без НДС                                   | Нет                                            | Как и остальная часть Норвегии | NOK      |  |  |
|                        | Остров Буве            | Нет                 | Нет                       | Нет                   | Нет                                       | Нет                                            | Нет                            | NOK      |  |  |
|                        | Остров Петра I         | Нет                 | Нет                       | Нет                   | Нет                                       | Нет                                            | Нет                            | NOK      |  |  |
|                        | Земля Королевы Мод     | Нет                 | Нет                       | Нет                   | Нет                                       | Нет                                            | Нет                            | NOK      |  |  |
|                        |                        |                     |                           |                       |                                           |                                                |                                |          |  |  |
| Швейцария, кроме:      | Швейцария, кроме:      | Частично            | Ассоциированное состояние | Да                    | Зона НДС между Швейцарией и Лихтенштейном | Таможенная территория Швейцарии и Лихтенштейна | С исключениями, не в ЕЭЗ       | CHF      |  |  |
|                        | Замнаун                | Частично            | Ассоциированное состояние | Да                    | Без НДС                                   | Таможенная территория Швейцарии и Лихтенштейна | С исключениями, не в ЕЭЗ       | CHF      |  |  |
|                        |                        |                     |                           |                       |                                           |                                                |                                |          |  |  |
| Великобритания, кроме: | Великобритания, кроме: | Нет                 | Ассоциированное состояние | CTA                   | Нет                                       | Нет                                            | Нет                            | GBP      |  |  |
|                        | Северная Ирландия      | Частично            | Ассоциированное состояние | CTA                   | Только товары, де-факто                   | Только товары, де-факто                        | Только товары, де-факто        | GBP      |  |  |
|                        | Акротири и Декелия     | Частично            | Ассоциированное состояние | Готовы вступить позже | Да                                        | Да                                             | Частично                       | Да       |  |  |
|                        | Гибралтар              | Нет                 | Ассоциированное состояние | Готовы вступить позже | Нет                                       | Готовы вступить позже                          | Частично                       | GIP      |  |  |
|                        |                        |                     |                           |                       |                                           |                                                |                                |          |  |  |
| Страны и территории    | Страны и территории    | Применение права ЕС | Евратом                   | Шенгенская зона       | Зона НДС ЕС                               | Таможенный союз ЕС                             | ЕЭЗ                            | Еврозона |  |  |

## Резюме
В этой таблице приведены различные компоненты законов ЕС, применяемых в государствах-членах ЕС и их суверенных территориях. Государства-члены, которые не имеют территорий с особым статусом, не включены (поскольку там полностью применяется закон ЕС, за исключением в договорах Европейского союза и государствах, подпадающих под действие защитной оговорки или переходного периода). Некоторые территории государств-членов ЕАСТ также имеют особый статус в отношении применяемых законов ЕС, как в случае с некоторыми европейскими микрогосударствами.
| Государства-члены и территории                                                          | Государства-члены и территории | Применение законодательства ЕС | Евратом                  | Гражданство ЕС | Выборы в ЕС | Шенгенская зона        | Зона НДС ЕС  | Таможенный союз ЕС | ЕЭЗ                 | Еврозона     |
| --------------------------------------------------------------------------------------- | ------------------------------ | ------------------------------ | ------------------------ | -------------- | ----------- | ---------------------- | ------------ | ------------------ | ------------------- | ------------ |
|                                                                                         |                                |                                |                          |                |             |                        |              |                    |                     |              |
| Кипр, · кроме:                                                                          | Кипр, · кроме:                 | Да                             | Да                       | Да             | Да          | Готовы вступить позже. | Да           | Да                 | Да                  | Да           |
|                                                                                         | Буферная зона ООН              | С исключениями                 | Неизвестно               | Да             | Нет         | Нет                    | Да           | Да                 | С исключениями      | Да           |
| Северный Кипр                                                                           | Заморожено                     | Нет                            | Граждане Республики Кипр | Нет            | Нет         | Нет                    | Нет          | Нет                | Нет, TRY            |              |
|                                                                                         |                                |                                |                          |                |             |                        |              |                    |                     |              |
| Дания, · кроме:                                                                         | Дания, · кроме:                | Да                             | Да                       | Да             | Да          | Да                     | Да           | Да                 | Да                  | DKK (ERM II) |
|                                                                                         | Гренландия                     | Минимально                     | Нет                      | Да             | Нет         | Нет                    | Нет          | Нет                | Частично            | DKK (ERM II) |
| Фарерские острова                                                                       | Нет                            | Нет                            | Нет                      | Нет            | Нет         | Нет                    | Нет          | Минимально         | DKK (ERM II)        |              |
|                                                                                         |                                |                                |                          |                |             |                        |              |                    |                     |              |
| Финляндия, · кроме:                                                                     | Финляндия, · кроме:            | Да                             | Да                       | Да             | Да          | Да                     | Да           | Да                 | Да                  | Да           |
|                                                                                         | Аландские острова              | С исключениями                 | Да                       | Да             | Да          | Да                     | Нет          | Да                 | С исключениями      | Да           |
|                                                                                         |                                |                                |                          |                |             |                        |              |                    |                     |              |
| Франция, · кроме:                                                                       | Франция, · кроме:              | Да                             | Да                       | Да             | Да          | Да                     | Да           | Да                 | Да                  | Да           |
|                                                                                         | Гвиана                         | С исключениями                 | Да                       | Да             | Да          | Нет                    | Нет, без НДС | Да                 | Да                  | Да           |
| Гваделупа                                                                               | С исключениями                 | Да                             | Да                       | Да             | Нет         | Нет, низкая ставка НДС | Да           | Да                 | Да                  |              |
| Мартиника                                                                               | С исключениями                 | Да                             | Да                       | Да             | Нет         | Нет, низкая ставка НДС | Да           | Да                 | Да                  |              |
| Реюньон                                                                                 | С исключениями                 | Да                             | Да                       | Да             | Нет         | Нет, низкая ставка НДС | Да           | Да                 | Да                  |              |
| Майотта                                                                                 | С исключениями                 | Да                             | Да                       | Да             | Нет         | Нет, без НДС           | Да           | Да                 | Да                  |              |
| Сен-Мартен                                                                              | С исключениями                 | Да                             | Да                       | Да             | Нет         | Нет, низкая ставка НДС | Да           | Да                 | Да                  |              |
| Сен-Бартелеми                                                                           | Минимально                     | Да                             | Да                       | Да             | Нет         | Нет                    | Нет          | Частично           | Да                  |              |
| Сен-Пьер и Микелон                                                                      | Минимально                     | Да                             | Да                       | Да             | Нет         | Нет                    | Нет          | Частично           | Да                  |              |
| Уоллис и Футуна                                                                         | Минимально                     | Да                             | Да                       | Да             | Нет         | Нет                    | Нет          | Частично           | XPF, привязан к EUR |              |
| Французская Полинезия                                                                   | Минимально                     | Да                             | Да                       | Да             | Нет         | Нет                    | Нет          | Частично           | XPF, привязан к EUR |              |
| Новая Каледония                                                                         | Минимально                     | Да                             | Да                       | Да             | Нет         | Нет                    | Нет          | Частично           | XPF, привязан к EUR |              |
| Французские Южные и Антарктические территории                                           | Минимально                     | Да                             | Да                       | Нет            | Нет         | Нет                    | Нет          | Частично           | Да                  |              |
| Клиппертон                                                                              | Неизвестно                     | Да                             | Да                       | Нет            | Нет         | Неизвестно             | Неизвестно   | Неизвестно         | Да                  |              |
|                                                                                         |                                |                                |                          |                |             |                        |              |                    |                     |              |
| Германия, · кроме:                                                                      | Германия, · кроме:             | Да                             | Да                       | Да             | Да          | Да                     | Да           | Да                 | Да                  | Да           |
|                                                                                         | Бюзинген-ам-Хохрайн            | Да                             | Да                       | Да             | Да          | Да                     | Нет          | Нет                | Да                  | Да           |
| Гельголанд                                                                              | Да                             | Да                             | Да                       | Да             | Да          | Нет                    | Нет          | Да                 | Да                  |              |
|                                                                                         |                                |                                |                          |                |             |                        |              |                    |                     |              |
| Греция, · кроме:                                                                        | Греция, · кроме:               | Да                             | Да                       | Да             | Да          | Да                     | Да           | Да                 | Да                  | Да           |
|                                                                                         | Афон                           | Да                             | Да                       | Да             | Да          | Да                     | Нет, без НДС | Да                 | Да                  | Да           |
|                                                                                         |                                |                                |                          |                |             |                        |              |                    |                     |              |
| Италия, · кроме:                                                                        | Италия, · кроме:               | Да                             | Да                       | Да             | Да          | Да                     | Да           | Да                 | Да                  | Да           |
|                                                                                         | Ливиньо                        | Да                             | Да                       | Да             | Да          | Да                     | Нет          | Нет                | Да                  | Да           |
| Кампионе-д’Италия                                                                       | Да                             | Да                             | Да                       | Да             | Да          | Нет                    | Нет          | Да                 | Нет, CHF            |              |
|                                                                                         |                                |                                |                          |                |             |                        |              |                    |                     |              |
| Нидерланды, · кроме:                                                                    | Нидерланды, · кроме:           | Да                             | Да                       | Да             | Да          | Да                     | Да           | Да                 | Да                  | Да           |
|                                                                                         | Бонайре                        | Минимально                     | Нет                      | Да             | Да          | Нет                    | Нет          | Нет                | Частично            | Нет, USD     |
| Саба                                                                                    | Минимально                     | Нет                            | Да                       | Да             | Нет         | Нет                    | Нет          | Частично           | Нет, USD            |              |
| Синт-Эстатиус                                                                           | Минимально                     | Нет                            | Да                       | Да             | Нет         | Нет                    | Нет          | Частично           | Нет, USD            |              |
| Кюрасао                                                                                 | Минимально                     | Нет                            | Да                       | Да             | Нет         | Нет                    | Нет          | Частично           | Нет, XCG            |              |
| Синт-Мартен                                                                             | Минимально                     | Нет                            | Да                       | Да             | Нет         | Нет                    | Нет          | Частично           | Нет, XCG            |              |
| Аруба                                                                                   | Минимально                     | Неизвестно                     | Да                       | Да             | Нет         | Нет                    | Нет          | Частично           | Нет, AWG            |              |
|                                                                                         |                                |                                |                          |                |             |                        |              |                    |                     |              |
| Португалия, · кроме:                                                                    | Португалия, · кроме:           | Да                             | Да                       | Да             | Да          | Да                     | Да           | Да                 | Да                  | Да           |
|                                                                                         | Азорские острова               | Да                             | Да                       | Да             | Да          | Да                     | Да           | Да                 | Да                  | Да           |
| Мадейра                                                                                 | Да                             | Да                             | Да                       | Да             | Да          | Да                     | Да           | Да                 | Да                  |              |
|                                                                                         |                                |                                |                          |                |             |                        |              |                    |                     |              |
| Испания, · кроме:                                                                       | Испания, · кроме:              | Да                             | Да                       | Да             | Да          | Да                     | Да           | Да                 | Да                  | Да           |
|                                                                                         | Канарские острова              | С исключениями                 | Да                       | Да             | Да          | Да                     | Нет, без НДС | Да                 | Да                  | Да           |
| Сеута                                                                                   | С исключениями                 | Да                             | Да                       | Да             | Частично    | Нет                    | Нет          | Да                 | Да                  |              |
| Мелилья                                                                                 | С исключениями                 | Да                             | Да                       | Да             | Частично    | Нет                    | Нет          | Да                 | Да                  |              |
|                                                                                         |                                |                                |                          |                |             |                        |              |                    |                     |              |
| Легенда: Полное применение или с исключениями — Минимальное применение или неприменение |                                |                                |                          |                |             |                        |              |                    |                     |              |

Резюме для стран-членов, которые не имеют территорий с особым статусом, но не участвуют в определённых положениях ЕС, поскольку они либо ещё не имеют права на участие, либо имеют исключения.
| Государства-члены и территории | Государства-члены и территории | Применение права ЕС | Евратом | Гражданство ЕС | Выборы в ЕС | Шенгенская зона | Зона НДС ЕС | Таможенный союз ЕС | ЕЭЗ | Еврозона |
| ------------------------------ | ------------------------------ | ------------------- | ------- | -------------- | ----------- | --------------- | ----------- | ------------------ | --- | -------- |
|                                |                                |                     |         |                |             |                 |             |                    |     |          |
| Болгария                       | Болгария                       | Да                  | Да      | Да             | Да          | Да              | Да          | Да                 | Да  | BGN      |
| Чехия                          | Чехия                          | Да                  | Да      | Да             | Да          | Да              | Да          | Да                 | Да  | CZK      |
| Венгрия                        | Венгрия                        | Да                  | Да      | Да             | Да          | Да              | Да          | Да                 | Да  | HUF      |
| Ирландия                       | Ирландия                       | Да                  | Да      | Да             | Да          | CTA             | Да          | Да                 | Да  | Да       |
| Польша                         | Польша                         | Да                  | Да      | Да             | Да          | Да              | Да          | Да                 | Да  | PLN      |
| Румыния                        | Румыния                        | Да                  | Да      | Да             | Да          | Да              | Да          | Да                 | Да  | RON      |
| Швеция                         | Швеция                         | Да                  | Да      | Да             | Да          | Да              | Да          | Да                 | Да  | SEK      |

Список остальных стран-членов, которые не имеют территорий с особым статусом и участвуют во всех положениях ЕС:
 Австрия
 Бельгия
 Эстония
 Латвия
 Литва
 Люксембург
 Мальта
 Словакия
 Словения
 Хорватия

## Комментарии
1. ↑  Остров Клиппертон является частной собственностью французского государства. Острова Эпарс до 2007 года считались «остаточными территориями республики». В настоящее время они являются частью Французских Южных и Антарктических территорий.
2. ↑  150 временных — зимой, 310 — летом (научный и военный персонал)
3. ↑  Деревни в буферной зоне юридически находятся в ведении Республики Кипр[50]. Применение acquis communautaire ЕС приостанавливается на территориях, где Республика Кипр не осуществляет эффективного контроля[51]. Северный Кипр является де-факто государством, которое частично зависит от Турции[52].
4. 1 2  С исключениями[54]
5. ↑  Включая итальянские национальные воды озера Лугано.
6. ↑  Болгарский, грузинский, румынский, русский и сербский также используются как литургические языки
7. ↑  Когда Португалия стала членом Сообщества в 1986 году, Восточный Тимор считался несамоуправляющейся территорией под португальским управлением ООН, несмотря на оккупацию Восточного Тимора Индонезией в период с 1975 по 1999 год. Ни один из законов ЕС никогда не вступал в силу, но преференции ЕВРАТОМа и ЕОУС должны были применяться, если бы не индонезийская оккупация. Де-юре португальская администрация официально прекратила свое существование 20 мая 2002 года, когда Португалия признала независимость Восточного Тимора.
8. ↑  До объединения Германии в 1990 году статус Западного Берлина де-юре был статусом оккупированных зон Франции, Великобритании и США с гражданской администрацией Западной Германии. Договоры полностью применялись в 1952—1990 годах с учетом Федеральных обязательств Германии и Франции по Договору о Европейском сообществе угля и стали, статья 79, и в 1973—1990 годах с учётом обязательств по договору Великобритании[99]. Для европейских парламентов 1979, 1984 и 1989 годов три депутата Европарламента были назначены по представлению Берлинской палаты представителей, а не были избраны напрямую. С 3 октября 1990 года Западный Берлин был полностью интегрирован в Берлин в Федеративной Республике Германии, вместе с бывшей Восточной Германией.
9. ↑  Протокол Северной Ирландии применяет законодательство ЕС только в той мере, в какой это необходимо для предотвращения таможенной границы между Северной Ирландией и Республикой Ирландия
10. 1 2  Акротири и Декелия, а также Кипр должны вместе реализовать Шенгенскую зону[108].
11. ↑  В декларации, приложенной к Договору о создании Республики Кипр 1960 года, британское правительство обязалось не допускать новых поселений людей на суверенных базовых территориях, кроме как для временных целей, что означает, что в настоящее время свободное передвижение людей ограничено.
12. ↑  Возможны исключения для турецких товаров и услуг, предназначенных для Пилы.
13. ↑  Из-за военного характера зоны ООН требует получать разрешения на отдельные виды экономической деятельности, чтобы гарантировать, что фундаментальный характер района как буферной зоны не будет скомпрометирован. Дальнейшая информация: UNFICYP Buffer Zone permits Архивировано 21 октября 2014 года..
14. ↑  Закон о кипрской национальности применим и к жителям Северного Кипра, таким образом, киприоты, проживающие в Северном Кипре, имеют право на гражданство ЕС.
15. ↑  Действуют исключения для некоторых положений и законов
16. ↑  Соглашение о свободной торговле
17. 1 2 3 4 5 6 7 8 9 10 11  Часть избирательного округа заморских территорий.
18. 1 2  Не является частью ни одного из восьми избирательных округов Европейского парламента во Франции.
19. 1 2  Совместно со Швейцарией
20. 1 2 3  Бонайре, Саба и Синт-Эстатиус унаследовали статус не члена от Нидерландских Антильских островов.
21. 1 2  Все законы шенгенского права работают на всех испанских территориях, однако при выезде с Сеуты и Мелилье в Испанию или другие европейские страны проводятся пограничные проверки. Эти проверки связаны с особыми мерами при предоставлении визовых льгот гражданам Марокко, проживающим в провинциях Тетуан и Надор[66][129].